# Dmitrijewskoje (Kraj Stawropolski)
Dmitrijewskoje (ros. Дмитриевское) – wieś w Rosji, w Kraju Stawropolskim, w rejonie krasnogwardiejskim. W 2010 liczyła 3214 mieszkańców.